# Platambus dabieshanensis
Platambus dabieshanensis är en skalbaggsart som beskrevs av Nilsson 2003. Platambus dabieshanensis ingår i släktet Platambus och familjen dykare. Inga underarter finns listade i Catalogue of Life.